# Râul Bonțu Mare
Râul Bonțu Mare este un curs de apă, afluent al râului Buzău. 

## Hărți
- Harta Munții Buzăului [nefuncțională – arhivă]